# 姜佐
姜佐（1460年—？），字廷輔，山東濟南府濱州人，軍籍，明朝政治人物。

## 生平
弘治八年（1495年）乙卯科山東鄉試第四十名舉人。弘治九年（1496年）聯捷丙辰科會試第九十二名，三甲第一百五十七名進士。十八年五月实授廣西道監察御史，正德四年（1509年）四月以考察才力不及降为知縣，升河南府同知，九年十月升山西按察司佥事。

## 家族
曾祖姜名遠；祖父姜友才；父姜福聚，前母劉氏；母王氏。慈侍下。